# Beauce (Bas-Canada)
Pour les articles homonymes, voir Beauce.
Beauce est un district électoral de la Chambre d'assemblée du Bas-Canada ayant existé de 1830 à 1838.

## Histoire
Le district est créé lors de la refonte de la carte électorale de 1829 par détachement du district de Dorchester. Il s'agit d'un district représenté conjointement par deux députés. Il a pour particularité d'avoir été uniquement représenté par des membres de la famille Taschereau et n'ayant pas appuyé durablement un parti plutôt qu'un autre à la Chambre. Le district est suspendu de 1838 à 1841 en raison de la Rébellion des Patriotes.

## Liste des députés

### Siègeno1
| Années | Années      | Député                     | Parti       |
| ------ | ----------- | -------------------------- | ----------- |
|        | 1830 - 1834 | Antoine-Charles Taschereau | Indépendant |
|        | 1834 - 1838 | Antoine-Charles Taschereau | Indépendant |

### Siègeno2
| Années | Années      | Député                   | Parti       |
| ------ | ----------- | ------------------------ | ----------- |
|        | 1830 - 1834 | Pierre-Elzéar Taschereau | Indépendant |
|        | 1834 - 1835 | Pierre-Elzéar Taschereau | Indépendant |
|        | 1835 - 1838 | Joseph-André Taschereau  | Indépendant |